# Fokker

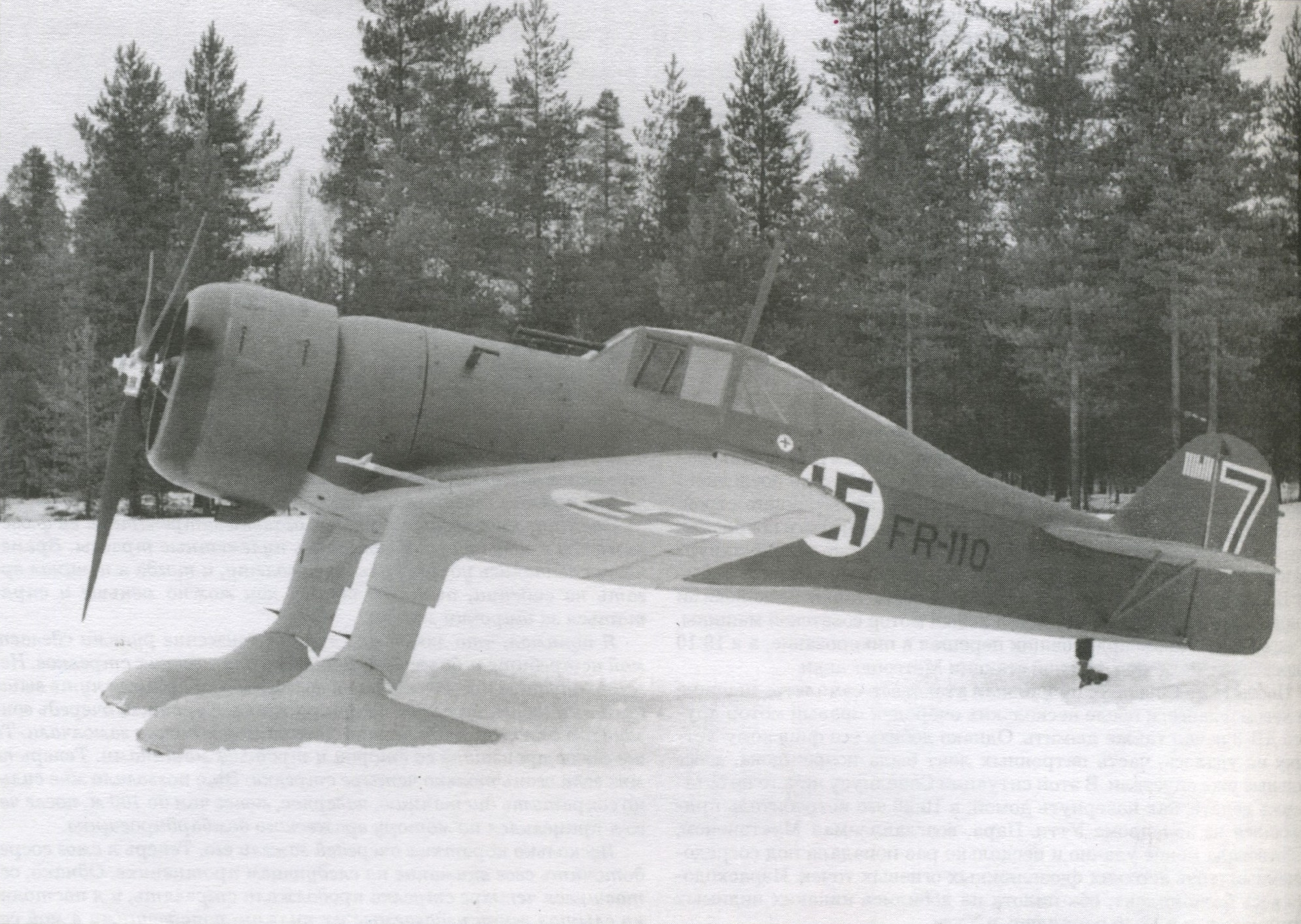
Fokker D. XXI, 1939

Фоккер (нід. Fokker) — нідерландська авіабудівна компанія, названа на честь засновника — Антона Фоккера. Здійснювала свою діяльність з лютого 1912 року до березня 1996 року. Спеціалізувалася на проєктуванні і виробництві літаків цивільного та військового призначення різних типів.

## Створення компанії та початковий період діяльності
У ході своєї історії компанія існувала під різними іменами.
Спочатку була заснована в 1912 році як AHG Fokker Aeroplanbau в Йоханністалі.
У 1913 році, переїхавши у Шверін, була перейменована у Fokker Aeroplanbau GmbH.
По закінченні Першої світової війни, згідно з Версальськими угодами, післявоєнній Німеччині заборонялося мати свій військово-повітряний флот, проєктувати і будувати літаки, розміщувати на німецькій території авіабудівні підприємства. Тому в 1919 році, компанія була змушена перенести свою діяльність у Нідерланди.

## Літаки фірми Fokker

### 1912–1921
- Fokker Spin
- Fokker M.1 – M.4 Spin
- Fokker W.1 – W.2
- Fokker M.5
- Fokker M.6
- Fokker B.I (M.7)
- Fokker W.3/W.4
- Fokker A.I (M.8)
- Fokker K.I (M.9)
- Fokker B.I (M.10E)
- Fokker B.II (M.10Z)
- Fokker M.11
- Fokker M.12
- Fokker Eindecker fighters
  - Fokker E.I (M.14)
  - Fokker E.II (M.14)
  - Fokker E.III (M.14)
  - Fokker E.IV (M.15)
- Fokker M.16E (прототип) і M.16Z
- Fokker D.I/B.III (M.18)
- Fokker D.II (M.17)
- Fokker D.III (M.19)
- Fokker M.20
- Fokker D.IV (M.21)
- Fokker D.V (M.22)
- Fokker V.1
- Fokker V.2 and V.3
- Fokker V.4
- Fokker F.I (V.5)
- Fokker Dr.I ('Dreidecker')
- Fokker V.6
- Fokker V.7
- Fokker V.8
- Fokker V.9, V.12, V.14, V.16 and V.33
- Fokker V.10
- Fokker D.VI (V.11)
- Fokker D.VII  (V.13)
- Fokker V.17-V.25
- Fokker E.V/D.VIII (V.26)
- Fokker V.27 and V.37
- Fokker V.28
- Fokker V.29
- Fokker V.30
- Fokker V.31
- Fokker V.32
- Fokker V.34
- Fokker V.35
- Fokker V.36
- Fokker C.I (V.38)
- Fokker V.39 and V.40
- Fokker V.42
- Fokker F.I (V.44)
- Fokker C.I
- Fokker F.VI
- Fokker F.II (V.45)
- Fokker F.III
- Fokker F.IV
- Fokker T.II
- Fokker S.I (V.43)
- Fokker D.IX
- Fokker D.X (V.41)

### 1922–1940
- Fokker B.I
- Fokker S.II
- Fokker S.III
- Fokker F.V
- Fokker C.IV
- Fokker D.XI
- Fokker DC.I
- Fokker T.III
- Fokker B.II
- Fokker D.XII
- Fokker F.VII
- Fokker C.V
- Fokker D.XIII
- Fokker S.IV
- Fokker D.XIV
- Fokker F.X
- Fokker B.III
- Fokker F.XI "Universal"
- Fokker F.VIII
- Fokker T.IV & T.IVa
- Fokker B.V
- Fokker C.VII-W
- Fokker C.VIII
- Fokker B.IV
- Fokker F.XIII
- Fokker D.XV
- Fokker F.XIV
- Fokker D.XVI
- Fokker F.IX
- Fokker B.VI
- Fokker C.IX
- Fokker F.XI
- Fokker S.V
- Fokker D.XVII
- Fokker F.XII
- Fokker F.XV
- Fokker F.XVI
- Fokker F.XVII
- Fokker F.XXI
- Fokker F.XIX
- Fokker D.XVIII
- Fokker F.XVIII
- Fokker S.VI
- Fokker F.XX
- Fokker C.X
- Fokker S.VII
- Fokker F.36
- Fokker Model 118
- Fokker D.XIX
- Fokker D.XX
- Fokker DC.II
- Fokker T.VI (Model 115)
- Fokker F.22
- Fokker C.XI-W
- Fokker F.23
- Fokker B.V (Model 109)
- Fokker F.40 (Model 160)
- Fokker T.VII
- Fokker F.56 (Model 127)
- Fokker C.XII
- Fokker C.13W
- Fokker D.XXI
- Fokker F.37
- Fokker G.1
- Fokker T.V
- Fokker S.IX
- Fokker T.VI (Model 152)
- Fokker D.22
- Fokker G.2
- Fokker T.VIII
- Fokker T.10
- Fokker D.23
- Fokker F.24 (Model 193)
- Fokker T.IX
- Fokker D.24
- Fokker G.3
- Fokker S.X
- Fokker C.14W
- Fokker C.15W
- Fokker F.60

### Літаки Fokker-Atlantic
- Fokker A-2
- Fokker AO-1
- Fokker C-2
- Fokker C-5
- Fokker C-7
- Fokker C-14
- Fokker C-15
- Fokker C-16
- Fokker C-20
- Fokker CO-4
- Fokker CO-4 Mailplane
- Fokker CO-8
- Fokker LB-2
- Fokker O-27
- Fokker FLB/PJ (AF.15)
- Fokker PW-5
- Fokker PW-6
- Fokker PW-7
- Fokker RA
- Fokker T-2
- Fokker XA-7
- Fokker XB-8
- Fokker XJA-1
- Fokker XLB-2
- Fokker B.11
- Fokker F-7
- Fokker F-9 Universal
- Fokker F-10
- Fokker F-11
- Fokker F-12
- Fokker F-13
- Fokker F-14
- Fokker F-18 Super Universal
- Fokker F-32
- Fokker DH-4M
- Fokker-Hall H-51

### 1945–1996
- Fokker F.25 Promotor
- Fokker S-11 & S-12
- Fokker S-13
- Fokker S.14 Machtrainer
- Fokker S.15
- Fokker S.16
- Fokker F26
- Fokker F27 Friendship
- Fokker F28 Fellowship
- Fokker F.29
- Fokker 50
- Fokker 60
- Fokker 70
- Fokker 80
- Fokker 100
- Fokker 120NG
- Fokker 130
- VFW-Fokker/Republic Aviation  D-24 Alliance

## Розквіт діяльності в Нідерландах
У роки найбільшого розквіту — 1920-ті і 1930-ті — компанія домінувала на ринку цивільних авіалайнерів, а також випускала винищувачі та інші типи літаків, у їх числі Fokker D. XXI і Fokker C. XIV, використовувалися у ВПС Нідерландів під час Другої світової війни.

### 1923 рік. Винищувач Рейнхольда Платца Fokker D. XI
У 1922—1923 роках німецький авіаконструктор Рейнхольд Платц (Reinhold Platz) спроектував і побудував на заводі Компанії легкий одномоторний маневрений одномісний винищувач-напівплан, який отримав назву Fokker D. XI. Літак був оснащений поршневим двигуном Іспано-Сюиза (Hispano-Suiza) потужністю 224 kW = 300 к. с.
Перший успішний політ прототипу відбувся 23 березня 1923 року. Випробування показали, що конструкція нового літака дуже вдала, а льотні характеристики задовольняють вимогам військових замовників.
Спочатку винищувач призначався для постачання на озброєння ВПС Нідерландів. За замовленням уряду почалося серійне виробництво бойової машини на заводі Компанії Fokker.
Було побудовано 117 машин, коли уряд Нідерландів через фінансові проблеми відмовився від закупівлі літаків. Вся випущена партія винищувачів пішла на експорт в інші країни.

### Винищувачі Fokker у Військово-повітряних силах РСЧА. 1918—1929 роки
7—9 листопада у Петрограді (Санкт-Петербурзі) відбувся II З'їзд Рад, на якому було утворено Раду народних комісарів (РНК) — уряд Російської радянської республіки. 28 січня 1918 року Рада народних комісарів видала Декрет про утворення Робітничо-селянської Червоної армії. В умовах Громадянської війни на території колишньої Російської імперії протиборчі сторони і різні військові угруповання використовували літаки фірми Fokker. Літаки застосовувалися для зв'язку, розвідки і фотографування, обстрілу та бомбардування сил противника, виконували транспортні та санітарні функції. Частина літаків використовувалася як навчальні для підготовки пілотів.
Згідно радянській військовій доктрині того часу поряд з танковими і автомоточастинами армії Військово-повітряні сили РСЧА визначалися як «спеціальні технічні частини».
У розпорядженні льотних частин РСЧА перебували літаки:
Fokker D. VII (Фоккер Д-7, або ФД-7) — одномісний одномоторний легкий маневрений винищувач. Стояв на озброєнні 1-ї Червонопрапорної винищувальної ескадрильї, аеродром Гатчина, неподалік від Петрограда (Санкт-Петербурга).
У 1922—1923 роках СРСР закупив у компанії Fokker невелику кількість винищувачів Fokker D. VII (ФД-7), які надійшли на озброєння льотних стройових частин Військово-повітряних сил Робітничо-селянської Червоної армії.
На радянському авіаційному заводі «Авіаробітник» для потреб ВПС РСЧА за ліцензією компанії Fokker з 1928 року випускався винищувач Fokker D. XI (ФД-11), побудовано 15 штук.
Одномісний одномоторний легкий винищувач-напівплан Fokker D. XI маневрений в радянському виробництві мав двигун М-6 (російський варіант мотора Hispano-Suiza 8Fb) потужністю 300 к. с. з дерев'яним дволопатевим гвинтом фіксованого кроку, планер змішаної дерево-полотняної конструкції, відкритою кабіною та шасі яке не прибиралося у повітрі.
При злітній вазі 1 250 кг літак мав максимальну швидкість 225 км/год дальність польоту 575 км. У варіанті бойового літака-винищувача озброювався кулеметами 2×7,62 мм для ураження цілей в передній напівсфері.
Ліцензійний літак Fokker D. XI експлуатувався в СРСР до 1929 року.
Частина літаків Fokker D. VII і Fokker D. XI використовувалася як навчальні і тренувальні в авіаційних школах СРСР.

## Компанія і Друга світова війна
З початком Другої світової війни виробничі площі компанії на території Нідерландів були захоплені німецькими військами і використовувалися для випуску патрульних літаючих човнів Dornier Do 24 (159 літаків в 1941—1944 роках), навчально-тренувальних монопланів Bücker Bü 181 Bestmann (708 літаків у 1942—1944 роках), гідролітаків Arado Ar 196 (59 у 1943—1944 роках) і частин для транспортних літаків Junkers Ju 52.

## Діяльність Компанії у 1945—1996 роках
У післявоєнний період підприємство продовжило виробництво авіатехніки, почавши з випуску у 1947 р. серії навчальних літаків S. XI Instructor для ВПС Нідерландів. У 1951 році вступив у дію завод поруч з аеропортом Схіпхол, Амстердам. Здійснювалося ліцензійне виробництво ряду літаків, у тому числі військових літаків Gloster Meteor і Lockheed F-104 Starfighter.
З 1958 року Компанія випускала і ряд вдалих цивільних авіалайнерів — Fokker F27, Fokker F28, сімейство Fokker 50/70/100.
Компанія збанкрутувала в 1996 році, а її підрозділи були розпродані конкурентам.

## Авіаконструктор Рудольф Фізір і його діяльність в компанії Fokker
Рудольф Фізір (1891—1960) — югославський авіаконструктор, чия інженерна діяльність у 1914—1916 роках починалася під керівництвом Антона Фоккера.
Рудольф Фізір народився в містечку Лудбрег, у Хорватії.
По закінченні початкової, а потім — ремісничої школи в Загребі, у 1906—1907 роках продовжив навчання в старших класах середньої технічної школи у Вінер-Нойштадті. Потім навчався в Технічному Університеті Тулузи у Франції. В 1911 (1912 ?) році вступив в Аеротехнічну інженерну академію в Вісмарі, Німеччина. Перший студентський проект 1913 року — спортивний біплан, який не був реалізований.
З початком Першої світової війни Фізір як аспірант Академії направлений на роботу у Шверін, де йому довірили проектування винищувачів для німецького повітряного корпусу на новому заводі Fokker-Flugzeugbau. У 1915 році Рудольф Фізір після закінчення навчання склав іспити з отриманням диплома аеротехнічного інженера.
У квітні 1916 року Ентоні Фоккер направив Фізіра у Будапешт для пошуку площ та організації виробництва дочірньої компанії Fokker в Угорщині.
У вересні 1916 року Фізір повернувся в Німеччину, залишив фірму Fokker і перейшов на роботу конструктором спочатку в компанію Hansa und Brandenburg Flugzeugwerken в Бранденбурзі, а потім — у компанію Hansa-Lloyd-Werk, де і працював до закінчення Першої світової війни.
У 1921 році вступив на службу в Югославські королівські ВПС, де проектував і будував літаки, що перебували на озброєння ВПС Королівства Югославії, а потім і ВПС Югославії.

## Підрозділи, що носять ім'я «Fokker»
- Fokker Aerostructures
- Fokker Landing Gear
- Fokker Elmo
- Fokker Aircraft Services
- Fokker Services